# Steinhilben
Steinhilben ist Stadtteil von Trochtelfingen im Landkreis Reutlingen.

## Geographie
Steinhilben liegt etwa einen Kilometer östlich der Trochtelfinger Altstadt und ist von meist bewaldeten Hügeln umgeben: Mettlau (802 m) und Schneeberg (812 m) im Norden, Zwieselberg (804 m) und Kreuzberg (812 m) im Osten, Augstberg (848,1 m) und Bannholz (801 m) im Süden sowie Ittenhalde (802 m) im Westen.

## Geschichte
Im Ort befand sich die Burg Steinhilben, Stammsitz der Herren von Steinhilben, die 1247 erstmals erwähnt wurden. Teile der Ringmauer der ansonsten abgegangenen Burg haben sich bis heute erhalten. Steinhilben fiel früh an die Herrschaft Trochtelfingen, die im Besitz der Werdenberger war. Durch Erbschaft fiel die Herrschaft 1534 an das Haus Fürstenberg, die sie zunächst von Jungnau aus verwalteten, ehe 1565 das eigene Obervogteiamt Trochtelfingen eingerichtet wurde, dem auch Steinhilben angehörte. 1806 kam Steinhilben zu Hohenzollern-Sigmaringen, das das Obervogteiamt 1846 in ein Oberamt umwandelte. 1849 übernahm der Staat Preußen die Hohenzollerschen Lande und das Oberamt Trochtelfingen wurde Teil des Regierungsbezirks Sigmaringen. 1861 kam Steinhilben zum Oberamt Gammertingen.
Die Einwohnerzahl betrug im Jahr 1885 641 (auf einer Fläche von 1714 Hektar), 1910 651 und 1939 678. 2017 hatte der Ort knapp 1250 Einwohner.
Ab 1925 gehörte Steinhilben dem Kreis Sigmaringen an, ehe es im Zuge der Eingemeindung nach Trochtelfingen im Jahre 1975 zum Landkreis Reutlingen wechselte.
Michael Gaisert war ab 1919 Pfarrer im Ort und starb hier 1933, nachdem er mit den Nationalsozialisten in Konflikt geraten war.

## Politik
Steinhilben verfügt über einen eigenen Ortschaftsrat und einen Ortsvorsteher als dessen Vorsitzenden gemäß der baden-württembergischen Gemeindeordnung.

## Sehenswürdigkeiten

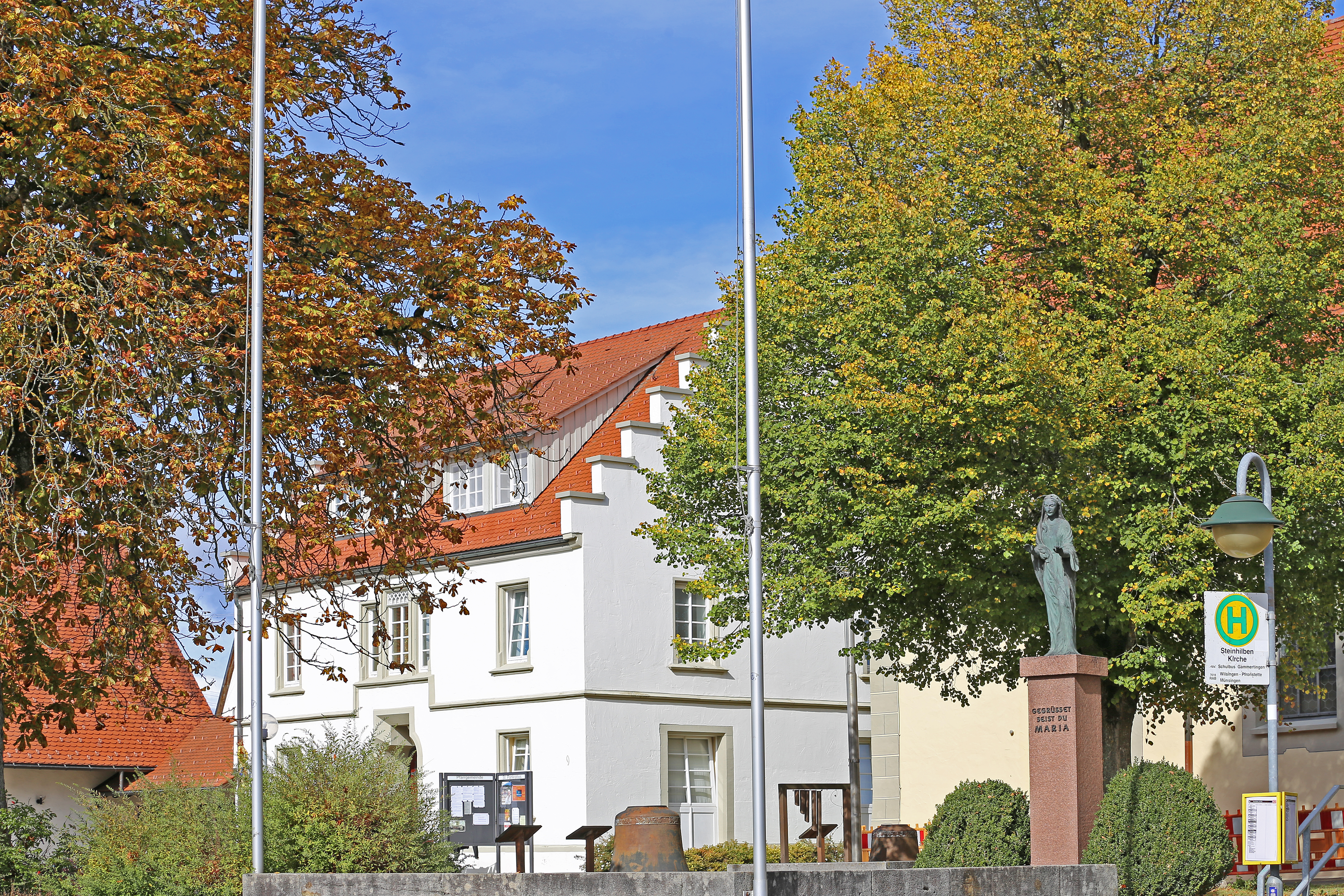
Gemeindehaus

Im Ort existieren zwei Kapellen, die Sankt-Johannes-Kapelle im Süden des Ortes und die 14-Nothelfer-Kapelle im Norden. Die Sankt-Pankratius-Kirche, vor der eine Marienstatue steht, befindet sich unmittelbar im Ortskern. Neben ihr befindet sich das Pfarrheim. Die Schule ist im selben Gebäude wie das Rathaus untergebracht und unmittelbar benachbart sind das Feuerwehrhaus und die Augstberghalle. An der Straße Im Gäßle befindet sich das Backhaus und das gemeinschaftliche Vereinshaus des Ortes, das als Farrenstall betitelt wird. An der Einmündung der Gammertinger in die Oberstetter Straße im Zentrum des Ortes befindet sich der Dorfplatz, auf welchem alljährlich der Baum für die Fasnet, der Maibaum und der Weihnachtsbaum gestellt werden. Auf dem Augstberg befindet sich der Augstbergturm mit Aussicht auf die Höhenzüge der Schwäbischen Alb und bei klarem Wetter auch auf die Alpen.

## Vereine
Im Ort bestehen einige traditionsreiche Vereine. So gibt es etwa die Freiwillige Feuerwehr, eine Frauengemeinschaft, einen Männergesangverein, eine Narrenzunft, einen Obst- und Gartenbauverein, einen Schützenverein, eine Ortgruppe des Albvereins und als Sportverein den TSV Steinhilben.
Außerdem gibt es im Ort den Musikverein Steinhilben, welcher ebenfalls unter dem Namen Augstbergmusikanten bekannt ist. Des Weiteren gibt es wie zwei Jugendvereine: den EXIL Steinhilben e.V. im Mühlburren und den Bauwagen Steinhilben Mettlau e.V. im Mettlau unmittelbar hinter dem Sportheim.

## Events im Ort
In regelmäßigen Abständen kehren von den Vereinen organisierte Festivitäten im Ort ein. Zu diesen gehören unter anderem Folgende:
- Fasnetsdienstag-Umzug (Fasnachtsdienstag, Narrenzunft Steinhilben e.V.)
- Oster-Party (Gründonnerstag, Bauwagen Steinhilben Mettlau e.V.)
- Boggelmend (11m-Turnier) (drittes Juni-Wochenende, TSV Steinhilben 1903 e.V.)
- Backhaushockete (erstes Juli-Wochenende, Musikverein Steinhilben e.V.)
- Sportwoche (Ende Juli, TSV Steinhilben 1903 e.V.)
- Oldtimer-Treffen (Ende Juli, Schützenverein Steinhilben e.V.)
- Augstbergfest (erstes September-Wochenende, Musikverein Steinhilben e.V.)
- U-Boot-Party (zweiter Samstag im September, Bauwagen Steinhilben Mettlau e.V.)

## Persönlichkeiten
In Steinhilben wurde der katholische Priester Thomas Geiselhart (1811–1891) geboren.